# مایکل آرویو
مایکل آرویو (انگلیسی: Michael Arroyo؛ زادهٔ ۲۳ آوریل ۱۹۸۷) یک بازیکن فوتبال اهل اکوادور است.
وی همچنین در تیم ملی فوتبال اکوادور بازی کرده‌است.